# Necolio testaceipes
Necolio testaceipes är en stekelart som först beskrevs av Cameron 1903.  Necolio testaceipes ingår i släktet Necolio och familjen brokparasitsteklar. Inga underarter finns listade i Catalogue of Life.